# 巴庚明
巴庚明（1965年11月—），男性，中共党员，中央党校大学学历，中华人民共和国政治人物、全国脱贫攻坚先进个人。

## 生平
巴庚明曾任吉安市扶贫办公室党组书记、主任。因在脱贫攻坚战中作出突出贡献，2021年2月25日全国脱贫攻坚总结表彰大会上，巴庚明被授予“全国脱贫攻坚先进个人”。
2021年，当选为吉安市政协副主席。